# Departamentos franceses de Argelia

Mapa de las divisiones administrativas de 1905 a 1955, mostrando en rojo los tres departamentos de Argelia: Argel, Constantina y Orán.

Los departamentos franceses de Argelia son una antigua división administrativa de la Argelia francesa, de 1848 a 1962.
Hasta 1955, Argelia estaba dividida en tres departamentos: Argel, Orán y Constantina, mientras que la parte sahariana, llamada Territorios del Sur, estaba bajo la administración militar. En 1955, fue creado el departamento de Bône por la división del departamento de Constantina. En 1956, se crearon ocho nuevos departamentos, tres más en 1958, dos de los cuales fueron abolidos el año siguiente.

## Antes de 1955

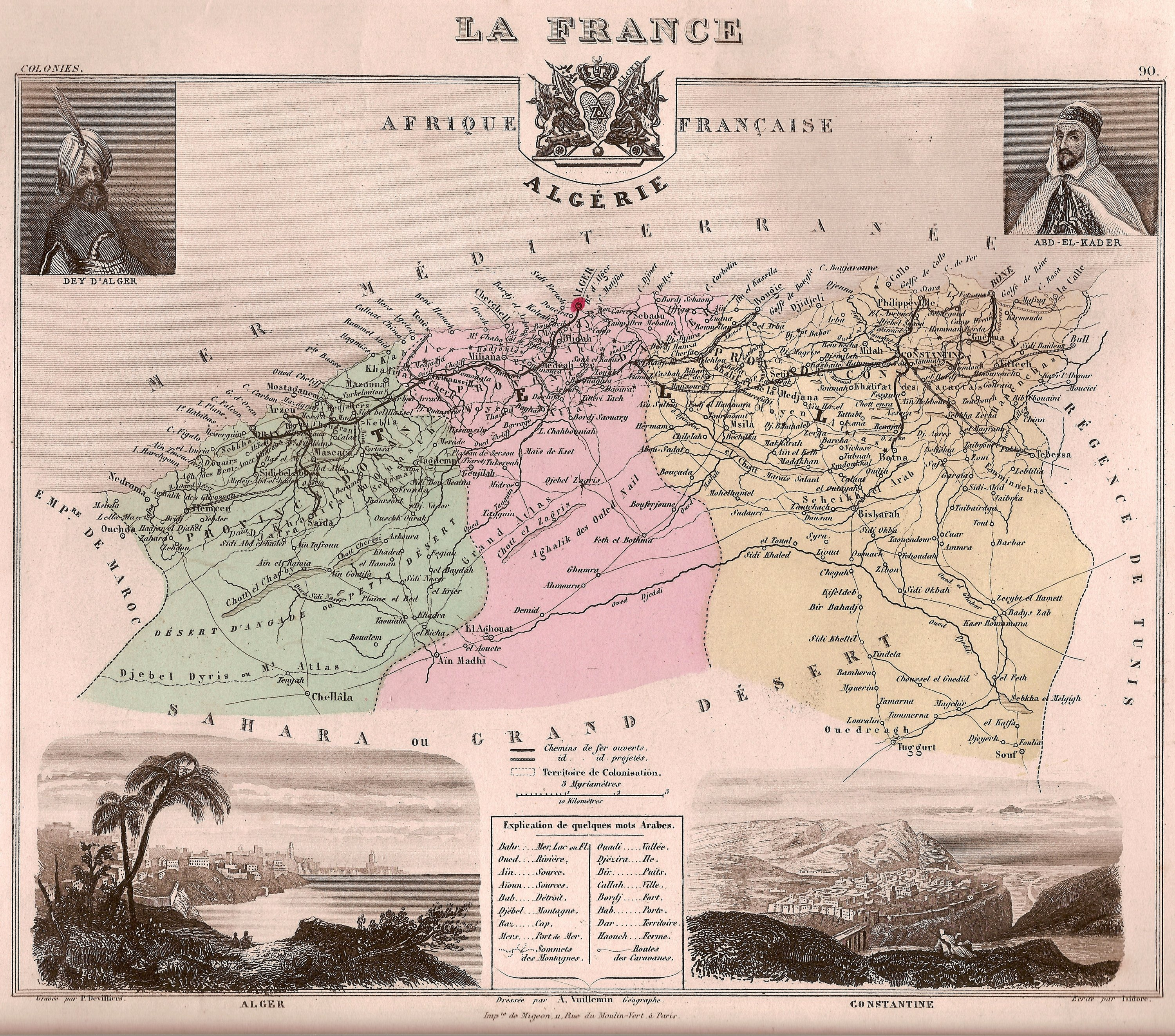
Mapa francés que muestra las tres provincias de Argelia, alrededor de 1848.

Argelia, oficialmente anexada por Francia en 1848, se dividió el 9 de diciembre del mismo año en tres provincias, incluyendo tres territorios militares y tres territorios civiles erigidos en departamentos: Orán, Argel y Constantina, siendo establecidos sus límites por la ley de 24 de diciembre de 1902 hasta la reforma territorial de 1956. El sur de Argelia no estaba departamentalizado, y formó 6 territorios que se reagruparon en los Territorios del Sur en 1902, su número se redujo a 4 en 1905. La marca de estos departamentos aparece en documentos administrativos y en el procesamiento del correo.
En 1941 los tres departamentos y los Territorios del Sur fueron numerados del 91 al 94, tras de los departamentos de la Francia metropolitana. En 1955 se creó el departamento de Bône a partir de la redistribución del departamento de Constantina.
| Número | Nombre              | Cabecera    | Fechas de existencia |
| ------ | ------------------- | ----------- | -------------------- |
| 91     | Argel               | Argel       | 1848-1957            |
| 92     | Orán                | Orán        | 1848-1957            |
| 93     | Constantina         | Constantina | 1848-1957            |
| 99     | Bône                | Bône        | 1955-1957            |
| 94     | Territorios del Sur | -           | 1902-1957            |

## Después de 1955

Mapa de los departamentos franceses de Argelia (9A-9R) y departamentos franceses de Sáhara (8A-8B) en 1960.

### Creación del departamento de Bône (1955-1956)
La ley n.º 55-1082, llevando creación del departamento de Bône, dividió el departamento de Constantina en dos:
- el nuevo departamento de Constantina, reducido a los distritos de Constantina, Batna, Bugía, Philippeville y Sétif;
- el departamento de Bône, comprendiendo los distritos de Bône, Guelma, Souk-Ahras y Tébessa.

### Creación de ocho nuevos departamentos (1956-1958)
El decreto n.º 56-641 del 28 de junio de 1956, sobre la reorganización territorial de Argelia, creó ocho nuevos departamentos:
- el departamento de Argel estuvo dividido en cuatro departamentos, a saber:
  - el nuevo departamento de Argel, reducido a los dos distritos de Argel y Blida;
  - el departamento de Orléansville, comprendiendo los distritos de Orléansville, Ténès y Teniet-el-Haad;
  - el departamento de Médéa, comprendiendo los distritos de Médéa, Milana,  Boghari y Aumale así como el de Cherchell;
  - el departamento de Tizi Ouzou, comprendiendo los distritos de Fort-National, Tizi Ouzou, Bouira y Bordj-Menaiel;
- el departamento de Orán fue dividido en cuatro departamentos, a saber:
  - el nuevo departamento de Orán, reducido a los distritos de Orán, Sibi-guapo-Abbès y Aïn-Temouchent;
  - el departamento de Tremecén, comprendiendo los distritos de Marnia y Tremecén;
  - el departamento de Mostaganem, comprendiendo los distritos de Mostaganem, de Mascara y Relizane;
  - el departamento de Tiaret, comprendiendo los distritos de Tiaret y  Saïda;
- el departamento de Constantina fue dividido en tres departamentos, a saber:
  - el nuevo departamento de Constantina, reducido a los distritos de Constantina, Philippeville, Djidjelli y Mila;
  - el departamento de Batna, comprendiendo los distritos de Batna, Aïn-Beïda y Biskra;
  - el departamento de Sétif, comprendiendo los distritos de Sétif, Bugía y Borj-Bou-Arreridj;
- el departamento de Bône, creado por la ley, comprendiendo los distritos de Bône, Guelma, Souk-Ahras y Tebessa.

### Creación de tres nuevos departamentos (1958)
El decreto n.º 58-271 del 17 de marzo de 1958, modificando la organización departemental de Argelia, creó tres nuevos departamentos:
- el departamento de Aumale, formado de los distritos de Aumale, Tablat, Bou-Saada y Betna;
- el departamento de Bugía, formado de los distritos de Bugía, Akbou, Kherrata, Lafayette y Sidi-Aïch;
- el departamento de Saïda, formado de los distritos del Telagh, Saïda, Aïn-Sefra, Géryville y Mécheria.

### Supresión de dos departamentos (1959)
En 1959, los departamentos de Aumale y de Bugía fueron suprimidos. 
Los demás departamentos persistieron hasta la independencia de Argelia en 1962.
| Número | Nombre       | Cabecera     | Fechas de existencia |
| ------ | ------------ | ------------ | -------------------- |
| 9A     | Argel        | Argel        | 1957-1962            |
| 9B     | Batna        | Batna        | 1957-1962            |
| 9C     | Bône         | Bône         | 1955-1962            |
| 9D     | Constantina  | Constantina  | 1957-1962            |
| 9E     | Médéa        | Médéa        | 1957-1962            |
| 9F     | Mostaganem   | Mostaganem   | 1957-1962            |
| 9G     | Orán         | Orán         | 1957-1962            |
| 9H     | Orléansville | Orléansville | 1957-1962            |
| 9J     | Sétif        | Sétif        | 1957-1962            |
| 9K     | Tiaret       | Tiaret       | 1957-1962            |
| 9L     | Tizi Ouzou   | Tizi Ouzou   | 1957-1962            |
| 9M     | Tremecén     | Tremecén     | 1957-1962            |
| 9N     | Aumale       | Aumale       | 1958-1959            |
| 9P     | Bugía        | Bugía        | 1958-1959            |
| 9R     | Saïda        | Saïda        | 1958-1962            |